# Улица Вене
Улица Ве́не (эст. Vene tänav — «Русская») — улица в Старом Таллине, историческом районе столицы Эстонии.

## География
Улица начинается от площади Вана тург, где также пересекается с улицами Виру и Ванатуру-каэл и заканчивается на улице Олевимяги. На улицу Вене выходят улицы Аптеэги, Пюхавайму, Мунга, Катарийна-кяйк и Бремени кяйк.
Протяжённость улицы — 1,248 км.

## История
Улица получила своё название оттого, что уже с XII века здесь начали появляться торговые ряды русских купцов, сформировавшие позднее торговый двор; главою купцов был старшина. Также действовал русский православный приход, к которому примыкали хозяйственные постройки, использовавшиеся для хранения товаров и проведения собраний.
Изначально улица называлась Монастырской, так как на ней находился Доминиканский монастырь, но после Реформации в XVI веке, когда доминиканский монастырь прекратил своё существование, за улицей, благодаря торговому двору и церкви, закрепилось название Вене — Русская (по-немецки — Russt), впоследствии эстонизированное. По Никольской церкви носила также название Никольская.

## Здания

### Улица Вене
| Номер дома | Изображение | Описание |
| ---------- | ----------- | --- |
| № 2        |             | Посольство Италии |
| № 4        |             | Ресторан «Trattoria La Bottega»; ресторан «Spot» |
| № 5        |             | Ресторан «Elevant» |
| № 6        |             | Ваналиннаский дом Таллинского Народного университета; музей русских икон |
| № 7        |             | Ресторан «Rado» |
| № 9        |             | Здание бывшего банка «Revaler Handels» (1878, архитектор Петер Шрейнберг). Первоначально 4-этажное, было надстроено на два этажа позже. С 1918 года здесь размещался Центральный телеграф. В настоящее время в здании работает ресторан «Чайковский» и отель «Telegraf». |
| № 10       |             | Винный ресторан «Dominic» |
| № 12А      |             | Ресторан «Munga Kelder» |
| № 14       |             | Ресторан «Kloostri Ait»; театр «Teatrium» |
| № 14A      |             | Церковь Святой Катарины |
| № 16       |             | Доминиканский монастырь |
| № 17       |             | Таллинский городской музей. При реставрации 1961 года в подвале дома был обнаружен колодец. |
| № 18       |             | Собор Святых Петра и Павла |
| № 22       |             | Ваналиннаская образовательная коллегия |
| № 24       |             | Церковь Святителя Николая Чудотворца |
| № 25       |             | Здание бывшей следственной тюрьмы на улице Вене |
| № 28       |             | Башня Бремени |
| № 29       |             | Дом шахмат Пауля Кереса |

## Церкви
- На улице Вене находится Никольская церковь (д. 24) — старейший в Таллине православный приход, известный с 1420-х годов. Современное здание было построено в 1820—1827 годах на месте старой церкви, по проекту петербургского архитектора Луиджи Руска в стиле классицизма.
- Также на улице находится единственная в старом Таллине Римско-католическая церковь св. Петра и Павла (д. 18).
- На улице Вене находился также Доминиканский монастырь (д. 16), основанный доминиканцами в 1246 году и ставший местом взаимодействия разных культур, по праву считается колыбелью школьного образования на эстонском языке.

## Музеи
- На улице Вене находится Таллинский городской музей (д. 17).

## Рестораны
Современная улица Вене известна также большим количество ресторанов, представляющих национальные кухни со всех концов света.